# Zodwa Dlamini
Pour les articles homonymes, voir Zodwa Dlamini (biochimiste) et Dlamini.
Zodwa Dlamini (née en 1963) est une scientifique sud-africaine et ancienne déléguée en chef de la République d'Afrique du Sud à la Lesotho Highlands Water Project.

## Enfance et éducation
Dlamini a grandi dans la province de l'État libre d'Afrique du Sud et a été éduquée dans le système d'éducation bantoue (en). Elle a obtenu son bachelor à l'Université du Zoulouland (en) et un bachelor spécialisé de l'Université de Fort Hare. Elle faisait partie des centaines d'étudiants africains qui ont fréquenté une université américaine dans les années 1980 grâce à une bourse visant à identifier les dirigeants du gouvernement, de l'éducation et des affaires après l'apartheid. Elle a reçu le Southern African Scholarship Program mis en place par James Freedman, président de l'Université de l'Iowa. Elle a déménagé dans l'Iowa en 1985, commençant une maîtrise en géographie. Au cours de ses études, elle a travaillé au Bureau de l'action positive de l'Université de l'Iowa et a nettoyé des maisons. Elle a formé un groupe (Imilonji) avec cinq autres étudiants d'Afrique du Sud qui se produisaient sur le campus, dans les églises et à l'hôpital local. Dlamini est restée à l'Université de l'Iowa pour son doctorat, faisant des recherches sur l'éducation des enfants sans-abri en Afrique du Sud, et a obtenu son diplôme en 1992.

## Carrière
Dlamini est retournée en Afrique du Sud en 1993 et a voté aux élections sud-africaines de 1994 - les premières élections démocratiques non raciales. Elle a été nommée chef du département de l'éducation de la province du Cap-Nord. Elle est partie en 1996 pour former sa propre société de conseil, conseillant les agences gouvernementales en matière de développement rural et d'éducation. En 2005, elle a été nommée déléguée en chef de la République d'Afrique du Sud pour la Commission des eaux des hautes terres du Lesotho.
En octobre 2015, Nomvula Mokonyane a retiré Dlamini de son poste de déléguée en chef de la République d'Afrique du Sud pour la Lesotho Highlands Water Commission. Il s'agissait d'une décision controversée - Dlamini a plus de dix ans d'expérience dans la gestion de l'eau, et Mokonyane et le Congrès national africain ont une relation avec LTE Consulting nouvellement recruté,. Aucune explication n'a été donnée pour son renvoi.